# Strangalia succincta
Strangalia succincta es una especie de escarabajo longicornio del género Strangalia, categorizada en la tribu Lepturini, de la subfamilia Lepturinae. Fue descrita por Redtenbacher en 1868.

## Descripción
Mide 12-15 mm de longitud.

## Distribución
Se distribuye por Brasil.